# الفتى الذي ادعى وجود ذئب

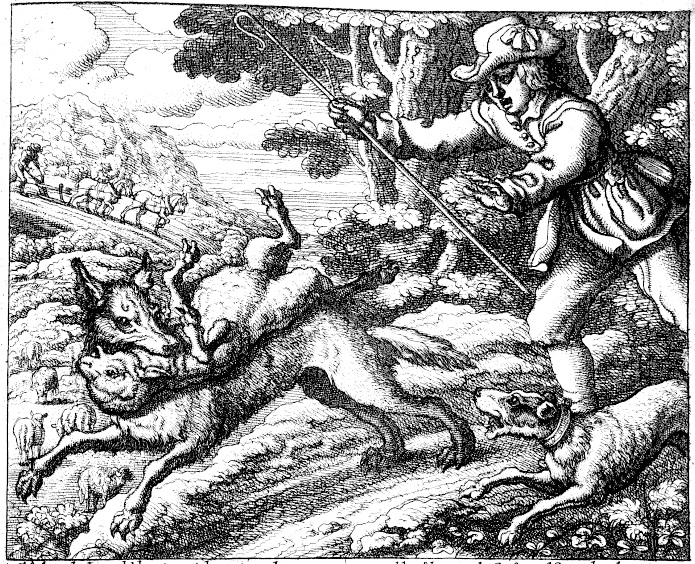
رسمة فرانسيس بارلو التوضيح للخرافة، 1687

الفتى الذي ادعى وجود ذئب هي إحدى خرافات إيسوب، المرقمة برقم 210 في مؤشر بيري.

## الخرافة
الحكاية تتعلق براعي صبي كان يخدع سكان القرية المجاورة مراراً وتكراراً بالتظاهر أن ذئب يهاجم رعيته. ولكن عندما يظهر ذئب في الواقع والصبي يطلب المساعدة مجدداً، سكان القرية يظنون بأنه إنذار كاذب آخر ويتم أكل الأغنام من الذئب. وفي نسخة إنجليزية شعرية لاحقة للخرافة، الذئب يأكل الصبي أيضاً.

## المغزى
إن الأخلاق المذكورة في نهاية النسخة اليونانية هي: «هذا يدل على كيفية مكافأة الكذابين: حتى إذا كانوا يقولون الحقيقة، لا أحد يصدقهم».